# Ricardo Zalacaín Jorge
Ricardo Zalacaín Jorge (Bilbao, 1 de noviembre de 1947), es un antiguo diplomático español, de 2007 a 2011 fue embajador de España en Finlandia.

## Biografía
Licenciado en Derecho y en Ciencias Económicas por la Universidad de Deusto, ingresó en el Servicio Diplomático en 1976. En 1983 fue nombrado director del Gabinete Técnico de la Subsecretaría y en 1985 fue nombrado director general de Asuntos Religiosos. En 1989 fue nombrado embajador de España en Jamaica y en diciembre de 1992 pasó a ocupar el puesto de director general de Relaciones Económicas Internacionales. En 1996 fue de nuevo embajador de España, esta vez en Argelia y posteriormente en Luxemburgo. De 2004 a 2007 fue cónsul general de España en Stuttgart, y desde ese año hasta 2011 ostentó el cargo de embajador de España en Finlandia.